# جون بي. هاميلتون
جون بي. هاميلتون (بالإنجليزية: John B. Hamilton)‏ هو طبيب أمريكي، ولد في 1 ديسمبر 1847 في Otter Creek Township, Jersey County, Illinois ‏ في الولايات المتحدة، وتوفي في 24 ديسمبر 1898 في إلجين في الولايات المتحدة.